# Salmo aphelios
Salmo aphelios är en fiskart som beskrevs av Kottelat, 1997. Salmo aphelios ingår i släktet Salmo och familjen laxfiskar. IUCN kategoriserar arten globalt som otillräckligt studerad. Inga underarter finns listade i Catalogue of Life.